# زاك شيترات
زاك شيترات (مواليد 9 أغسطس 1990) هو سبّاح كندي، مثّل بلاده في الألعاب الأمريكية 2015.

## روابط خارجية
زاك شيترات على موقع الاتحاد الدولي للسباحة (الإنجليزية)
- زاك شيترات على موقع SwimRankings.net (الإنجليزية)
- زاك شيترات على موقع اللجنة الأولمبية الكندية (الإنجليزية)